# 鐘状ビーカー文化
鐘状ビーカー文化（かねじょうビーカーぶんか、英語：Bell-beaker culture、あるいはビーカー文化、Beaker culture、広口杯文化、さらにはビーカー民、Beaker folk/Beaker people）は紀元前2600年ごろから紀元前1900年ごろまでの、後期新石器時代から初期青銅器時代にかけて広がっていた、鐘状ビーカーと呼ばれる独特の大型広口杯の水平分布域（cultural horizon）。「文化」とつくが、単一の文化圏ではない。
ケルト語派の諸言語やその社会の初期の発展段階と非常に密接な関係があるとも見られているが、起源や担い手については研究途上である。

## 名称
これよりはるかに古い時代（紀元前5千年紀―紀元前3千年紀）に漏斗状ビーカー文化（略称TRBまたはTBK）が、別の地域である中央ヨーロッパ北部に存在していたため、これと明確に区別する際に「鐘状ビーカー」（Bell-beakerないしBell-shaped beaker）とする。

## 分布と遺物

### 特徴
西はアイルランド、東はハンガリー、北はデンマークやスコットランド、南はシチリア島に見ることができる。

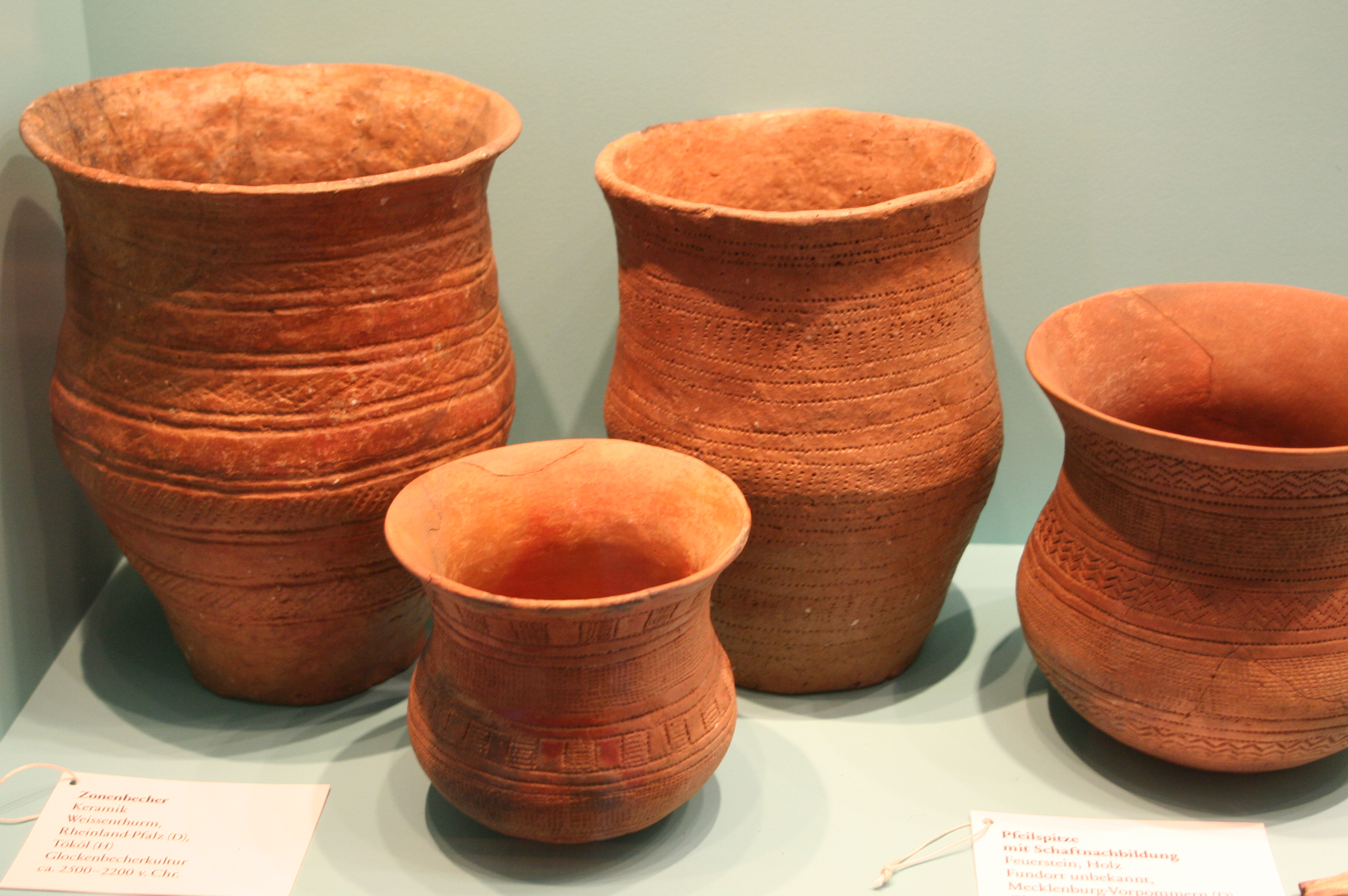
鐘状ビーカー

この「分布域」で作られる大型の飲用広口杯（ビーカー）は、外殻の断面がS字型で、そのため全体の形が鐘をひっくり返したような形をしていることから、「鐘状ビーカー」（Bell-beaker、あるいはBell-shaped beaker）と呼ばれる。このビーカーはポルトガルの西端部で作られ始めた可能性がある。ただし、この発明者たちと、後述するように流浪の民であったとみられる普及者たちとは、同一の文化的集団だったかもしれないし、別の集団だったかもしれない。というのも、古い遺物のほとんどはライン川上流域とその周辺に集中しており、すくなくとも普及者たちのほうはそのあたりから活動を開始したと見られているからである。
そのほかよく見られる意匠には、棘と中子（なかご）がついた鏃、前腕につける甲、小さな弓形のペンダントといった弓具、および、V字型の穿孔つきボタン、銅製のダガー、銅・金・銀の装飾品などにみられる。しかし、これらの意匠はたしかによく見かけるものの、この鐘状ビーカーの水平分布域全体に共通しているというわけでもない。

### 単一の文化圏ではない
「文化」（culture）と名づけられてはいるものの、この範囲の文化的特徴については地方ごとにあまりにも大きな違いがあり、まとめて単一の「文化」と見るには無理がある。
少なくとも4つの、互いに特徴が大きく異なる地域文化群に大別され、特徴的な鐘状ビーカーの「水平分布域」（cultural horizon）としてまとめて認識されているというだけのことである。

### 遺物の意味
上に挙げた品物の意匠は保守的で、また技術面でも原始的であり、特に金属器では古い時代の影響が色濃く残っている。また小規模の、特徴のある集団墓地も何か所か見つかっている。そのためこのビーカーの主な普及者、すなわち「ビーカー民」（The Beaker folk）としては、いわゆるロマ（ジプシー）のような類の放浪民の専門手工業者（とくに金属類を扱える専門職として鋳掛け屋）が考えられる。そして、これらの遺物はこういった人々がヨーロッパ西部や南部にこのとき最初に出現し、各地を移動放浪して回った結果このような広い範囲に文化的な共通性をもたらしたことを示唆しているものと見られている。
これら金属製品には希少なものもあり、そういうものは、とくに社会の上層の人々による宗教儀式にも使われたであろうと見られている。また、丁寧に作られた、儀式用とみられるビーカーも広く見つかっており、こういった理由からこの地域では異なる言語集団ないし民族集団の間での、主として放浪民を介した交易がだいぶ盛んであったものと推定されている。
このビーカーの存在は、蜂蜜酒（ミード）が当時広く飲まれていたことを示唆している。（のちに、ケルト語派の諸言語が急速に広まる鉄器時代に入ると、南方からこの地域に葡萄酒（ワイン）を飲む習慣が入ってきており、西ヨーロッパ一帯のケルト人の上流階級の墓からはワインを飲むための道具が見つかるようになる。）
この地域の各地ではときおり一か所に大量のビーカーが見つかるが、これらはこの地域の住民の多くが頻繁に移住し、各地に入ったり出ていったりしていたことを示しているのか、あるいはそれとも、移住者の出入りがとくに頻繁でないところであっても、もともと社会的地位を示すほど貴重品だったビーカーが時代を下るごとに普通の日用品になってたくさん作られ消費されていった過程を示しているのか、そこははっきりしていない。おそらくそのどちらでもあっただろうと見られている。

## どこから来たか

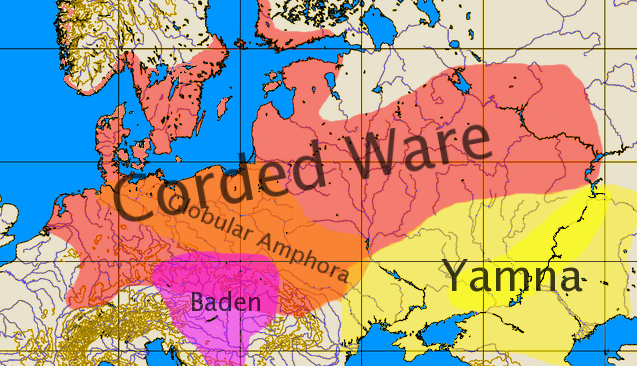
球状アンフォラ文化（Globular Amphora culture）と
縄目文土器文化（Corded Ware culture）の位置関係

ひとつの説としては、このビーカー自体はポルトガルで発明された可能性があるものの、この文化（的な水平分布域）はもともと、インド・ヨーロッパ語族のヨーロッパ侵入拡大時期の文化と推定される縄目文土器文化の広がりの西端だった場所、おそらくライン川上流からオランダ南部あたりにわたる地域から始まったと見られており、そのためインド・ヨーロッパ語族の西や南への拡大と関連があると考えられている。これはマリヤ・ギンブタスのクルガン仮説に沿っており、中央ヨーロッパに侵入・定着した球状アンフォラ文化（インド・ヨーロッパ語族の「第二の原郷」と見なされる、非常に重要な意味を持つ文化）に始まり、そこから発して東西に大きく広がった縄目文土器文化を契機にインド・ヨーロッパ語族がヨーロッパ西部・北部・南部に次第に勢力を拡大していったという経緯を仮定している。
また別の説としては、たとえばひとつにはギンブタス自身が唱えているものがある。これは中央ヨーロッパ東部から侵入したインド・ヨーロッパ語族のうちの、おそらく訛りがサテム化しなかった言語の話し手の集団が、縄目文土器文化の地域でなくカルパティア山脈よりも南の地域を経てライン川上流域に達し、西ヨーロッパや南ヨーロッパにこのビーカーの文化を広めたとするものである。たしかに、この文化の初期の担い手の中核と考えられる人々の定住跡とはっきりと同定できる遺跡はまだ見つかっておらず、逆に貧弱な構造の建物跡ばかりが見つかることから、この人々は頻繁に住地を変えて放浪して回る性質をもつ、文化的統一性の高い民族的集団の類であったとも推測される。彼らはこのビーカーとそれに付随する各種金属工芸品をあちこちに広めたが、必ずしもこの形式のビーカーを発明したとは限らない。
鐘状ビーカーは、アイルランドやイベリア半島などでは馬、太陽崇拝、武具、原始的な金属工芸品といったものと意味の上で深く結びついていることが多く、こういった感覚はインド・ヨーロッパ語族の文化に特有であると考えられる。形質人類学の立場からは、ビーカー文化の初期の中核的担い手の人々には、東方のステップ地帯からやってくる人々に特有の身体的特徴が見られるという指摘がある。また、彼らが放浪民であったとする立場を採る人は、この放浪民の痕跡こそが、インド・ヨーロッパ語族（おそらくはケルト語派のうちのひとつないし複数の言語の話し手たち）による、当時は非インド・ヨーロッパ語族の古い言語が話されていたとみられるブリテン諸島を含む西ヨーロッパ一帯やイベリア半島への最初の進出を示すものとしている。
近年の古代DNA解析からは、ドイツの鐘状ビーカー人には印欧語系ハプログループR1b (Y染色体)が見られるのに対し、スペインの鐘状ビーカー人にはR1bがみられず、より以前の巨石文化の担い手であるハプログループG2a、ハプログループI2aが検出されたことから、鐘状ビーカー人は単一の民族集団ではなかったとされている。

## 同時代の主な文化
この時期の中央ヨーロッパ北部には、インド・ヨーロッパ語族のヨーロッパにおける発展の本流と見られる、ウーニェチツェ文化が広がっていた。